# Im Sang-jo
Im Sang-jo (koreanisch 임상조;* 16. Mai 1930; † 13. September 2004 in Chuncheon) war ein südkoreanischer Radrennfahrer.

## Sportliche Laufbahn
Im Sang-jo war im Straßenradsport aktiv und Teilnehmer der Olympischen Sommerspiele 1952 in Helsinki. Das olympische Straßenrennen beendete er nicht. In der Mannschaftswertung kam Südkorea mit Kim Ho-sun, Im Sang-jo und Gwon Ik-Hyeon nicht in die Wertung, da alle Fahrer der Mannschaft ausgeschieden waren. Bei den Olympischen Sommerspielen 1956 trat er erneut im olympischen Straßenrennen an. Er beendete das Rennen nicht.
Bei den Asienspielen 1958 in Tokio gewann er die Goldmedaille in der Mannschaftswertung des Einzelrennens.